# Сент Катрин де ла Жак Картје (Квебек)
Сент Катрин де ла Жак Картје (фр. Sainte-Catherine-de-la-Jacques-Cartier) је град у Канади у покрајини Квебек. Према резултатима пописа 2011. у граду је живело 6.319 становника.

## Становништво
Према резултатима пописа становништва из 2011. у граду је живело 6.319 становника, што је за 25,9% више у односу на попис из 2006. када је регистровано 5.021 житеља.
| 2006. | 2011. |
| ----- | ----- |
| 5.021 | 6.319 |